# Čadski arapski
Čadski arapski (čadski govorni arapski, shuwa arapski; arabe choa, chad arabic, chadian arabic, chowa, l’arabe du tchad, shua, shua arabic, shuwa arabic, suwa; ISO 639-3: shu), jedan od arapskih jezika kojim na području saharske Afrike govore Shuwa Arapi. Ukupno ima 1 139 000 govornika.
Većina govornika živi u Čadu (896 000; 2006), a ostali u Nigeriji (100 000; 1973 SIL) u državi Borno; 75 000 (2007) u Kamerunu u regiji Daleki sjever; i 5 000 (1998) u Nigeru.
Razlikuju se dijalekti između nomada i sjedilaca, i urbanih i ruralnih zajednica. Važan je u trgovini.
Pidžinizirana varijanta naziva se ‘bongor arapski’.

## Vanjske poveznice
- Ethnologue (14th)
- Ethnologue (15th)